# Masskommunikation
Masskommunikation är ett begrepp som vanligtvis syftar på medier som når ut till massorna som t.ex. radio, tv och dagstidningar. Kännetecknande för denna typ av kommunikation är att den ofta sker i form av envägskommunikation.
Generellt så markerar mass- inte att ett visst antal individer tar emot medieprodukterna, utan snarare att produkterna finns i princip tillgängliga till ett flertal mottagare. Antalet kan vara räknebara eller oräknebara. Prefixet mass- används också i sammansatta ord som masskultur, massproduktion, masspsykos, massdöd, massgrav, massgods, massutvandring, massundervisning, massutbildning, etc, och anses av många antyda att mottagarna är passiva, då ingen aktiv dialog eller interaktivitet förekommer, och att de utgör ett stort hav av odifferentierade individer.